# Anthropoid (film)
Anthropoid je koprodukční film nazvaný podle stejnojmenné operace vedoucí k atentátu na Reinharda Heydricha. Natočil ho podle vlastního scénáře britský režisér Sean Ellis. Atentátníka Jana Kubiše v něm ztvárnil herec Jamie Dornan, Jozefa Gabčíka Cillian Murphy, Jana Zelenku-Hajského Toby Jones, Kubišovu partnerku hrála Charlotte Le Bon a Gabčíkovu partnerku Aňa Geislerová. Zastupujícího říšského protektora Reinharda Heydricha představoval německý herec Detlef Bothe.
Slavnostní světová premiéra filmu proběhla při zahájení 51. ročníku karlovarského filmového festivalu 1. července 2016.

## Obsazení
| Cillian Murphy (dabing Filip Jančík)     | Jozef Gabčík              |
| Jamie Dornan (dabing Marek Holý)         | Jan Kubiš                 |
| Charlotte Le Bon (dabing Eva Josefíková) | Marie Kovárníková         |
| Anna Geislerová                          | Lenka Fafková             |
| Harry Lloyd (dabing Vojtěch Kotek)       | Adolf Opálka              |
| Toby Jones (dabing Igor Bareš)           | Jan Zelenka-Hajský        |
| Alena Mihulová                           | Marie Moravcová           |
| Marcin Dorociński (dabing Jiří Dvořák)   | Ladislav Vaněk            |
| Bill Milner (dabing David Štěpán)        | Aťa Moravec               |
| Sam Keeley (dabing Robert Hájek)         | Josef Bublík              |
| Jiří Šimek                               | Karel Čurda               |
| Mish Boyko (dabing Braňo Holiček)        | Jan Hrubý                 |
| Václav Neužil                            | Josef Valčík              |
| Andrej Polák (dabing Pavel Šrom)         | Jaroslav Švarc            |
| Sean Mahon (dabing Pavel Šrom)           | veterinář Eduard          |
| Detlef Bothe                             | Reinhard Heydrich         |
| Roman Zach                               | Vladimír Petřek           |
| Jan Budař                                | tlumočník Josef Chalupský |
| Jan Hájek                                | mlynář Břetislav Bauman   |
| Ondřej Malý                              | vyšetřovatel na Gestapu   |

## Produkce a distribuce

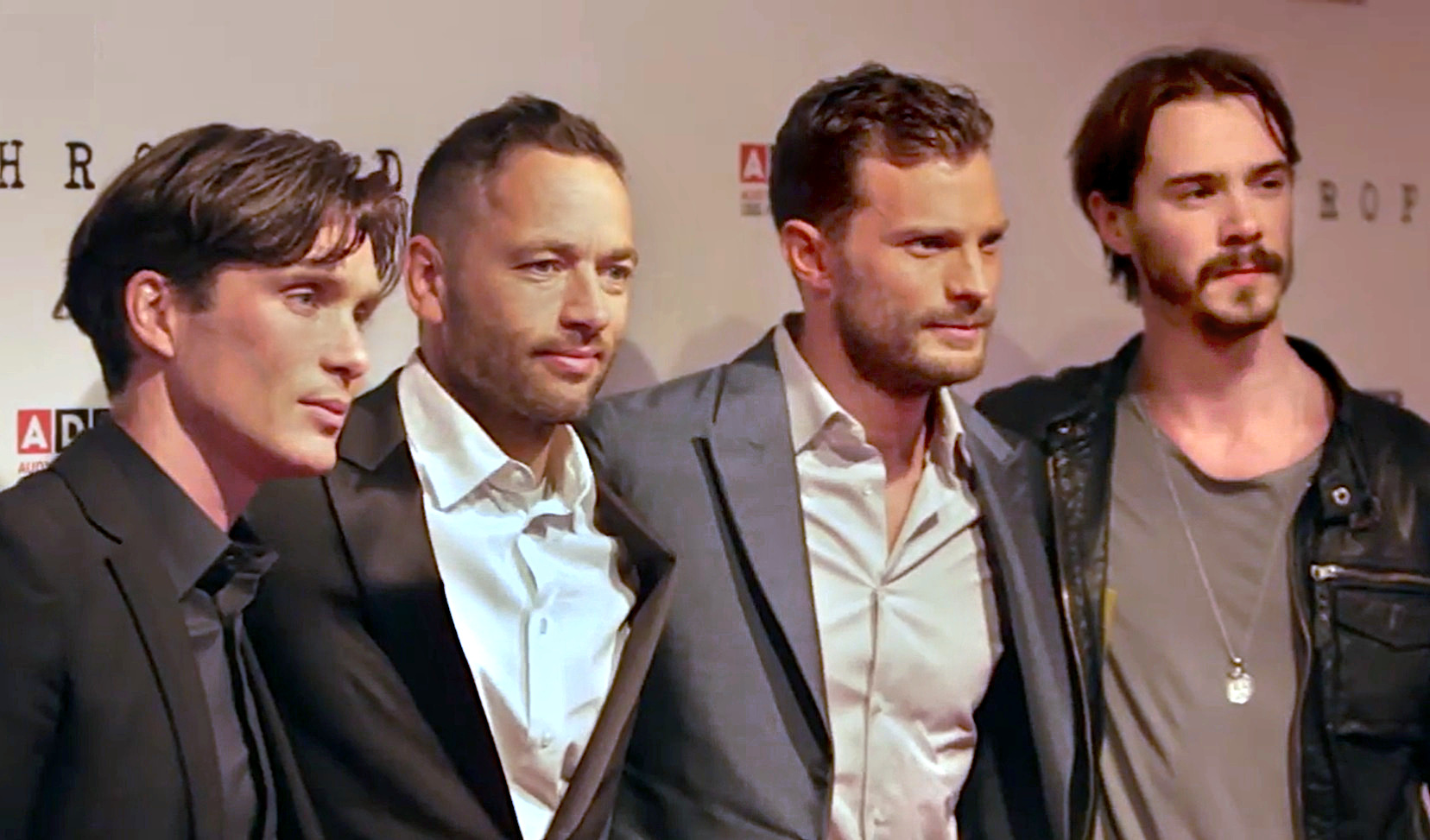
Anthropoid: Cillian Murphy, Sean Ellis (režisér), Jamie Dornan, Sam Keeley (2016)

Českým koproducentem filmu byla společnost Lucky Man Kryštofa Muchy a Davida Ondříčka.
Některé scény se natáčely v polovině srpna 2015, ve 22. natáčecí den, v pražské Resslově ulici u kostela sv. Cyrila a Metoděje, zatímco krypta v podzemí kostela byla postavena v barrandovských ateliérech. Mezi další pražské lokace patřila Zvonařka či Invalidovna. Také zimní scény se natáčely v parném červenci na umělém sněhu v Brdech. Natáčení skončilo na konci prvního zářijového týdne 2015.
Hlavní hvězda filmu Jamie Dornan před natáčením zavítal na karlovarský filmový festival. Kromě Ani Geislerové účinkovali ve filmu z českých herců také Alena Mihulová či Václav Neužil. Čerstvý absolvent DAMU Jiří Šimek ztvárnil kolegu a zrádce výsadkářů Karla Čurdu. Odborného poradce dělal štábu Zdeněk Špitálník z Vojenského historického ústavu.
Distribuční práva pro USA koupila v Cannes společnost Bleecker Street.
O celosvětovou distribuci by se podle informací z tiskové konference po světové premiéře filmu, měla postarat společnost Disney.[zdroj?] V polovině června 2016 byl zveřejněn první trailer k filmu.

## Recenze
- Jindřiška Bláhová, Respekt 38/2016: s. 49–51
- Mirka Spáčilová, iDNES.cz
- František Fuka, FFFilm
- Rimsy, MovieZone.cz